# Time (Childish Gambino)
Time è un singolo del rapper americano Donald Glover, sotto il nome d’arte Childish Gambino, estratto dal suo quarto album in studio 3.15.20 (2020). La canzone è in collaborazione con la cantante americana Ariana Grande, la cui voce si mischia con le voci del musicista gospel americano Brent Jones e il suo gruppo di supporto The Best Life Singers in sottofondo. Il brano è stato prodotto e scritto da Glover, insieme a DJ Dahi, Ludwig Göransson e Chukwudi Hodge. Anche la cantautrice australiana Sarah Aarons è accreditata per la scrittura, mentre il produttore britannico Jai Paul ha fornito varie produzioni.